# Font de la Comarca
De Font de la Comarca (Catalaans voor 'bron van de streek' of 'streekbron') is een bron bij Arinsal in de Andorrese parochie La Massana. De bron ligt ten westen van het dorpscentrum op 2290 meter hoogte nabij de Riu de Comallemple, die hij net zoals het Canal del Port en het Canal del Port Vell voedt. Net ten noorden en ten zuiden van de bron liggen skiliften die deel uitmaken van het skigebied Vallnord.

## Afwatering
Font de la Comarca → Riu de Comallemple → Riu d'Arinsal → Valira del Nord → Valira → Segre → Ebro → Middellandse Zee

Fontanal del Besurt · Fontanals · Font de Baitar · Font de Cantallops · Font de la Birena · Font de la Comarca · Font de la Coruvilla · Font de la Jubanya · Font de l'Alt · Font de la Xona · Font del Baladre · Font del Bisbe · Font del Castellar · Font del Corb · Font de les Agunes · Font de les Canyorques · Font de les Entrades · Font del Fenoll · Font del Roc del Porquer · Font dels Llacs · Font dels Miquelets · Font del Sucre · Font del Vi · Font de Mallol · Font de Montmantell · Font Freda · Font Rodona · Font Roja